# Ford Cortina Lotus
La Ford Cortina Lotus, chiamata comunemente Lotus Cortina e ufficialmente Ford Cortina developed by Lotus, è una berlina sportiva ad alte prestazioni prodotta nel Regno Unito dal 1963 al 1970 dalla filiale britannica della casa automobilistica statunitense Ford in collaborazione con la Lotus.
La versione originale, basata sulla Ford Cortina Mark 1, venne inizialmente chiamata "Consul Cortina developed by Lotus" con la dicitura "Consul" che in seguito venne eliminato dal nome. La Mark 2 era basata sulla Ford Cortina Mark II e fu commercializzata da Ford come "Cortina Lotus". La Lotus diede al modello la designazione Tipo 28.
Sono state prodotti rispettivamente 3306 unità della Mark I e 4093 della Mark II.

## Contesto e origini

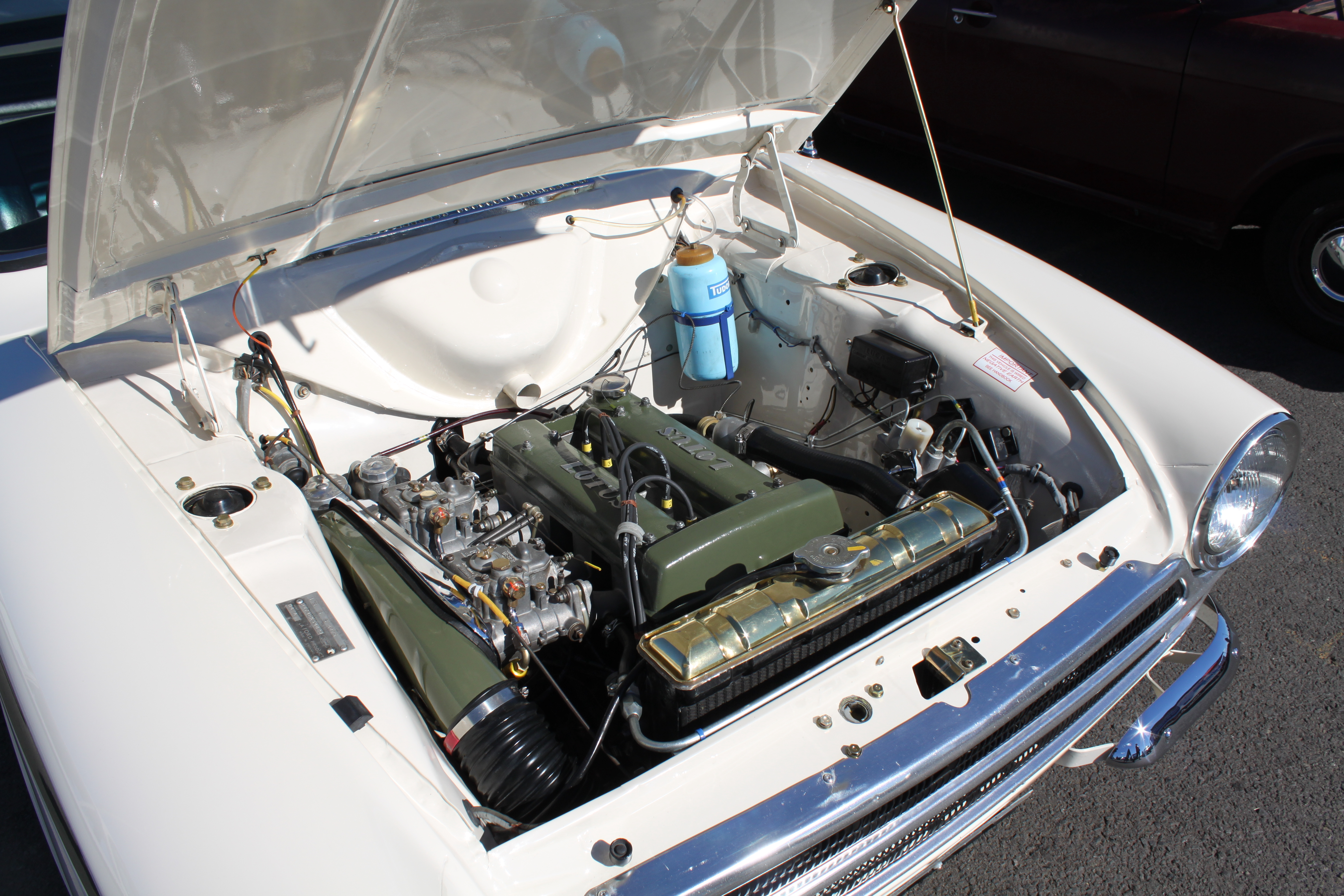
Motore Cortina Lotus Mk I

La storia della Cortina Lotus inizia nel 1961. Colin Chapman desiderava costruire in proprio i motori per la Lotus. L'occasione per Chapman è arrivata quando ha incaricato Harry Mundy di progettare una versione a doppio albero a camme del motore Ford Kent sulla base della versione datata 1962 del motore 116E da 1498 cm³. Keith Duckworth della Cosworth ha svolto un ruolo importante nella messa a punto del motore. Il primo utilizzo del motore fu nel 1962 al Nürburgring su una Lotus 23 guidata da Jim Clark. Non appena il motore è stato montato sulle vetture di produzione come la Lotus Elan, è stato sostituito con un'unità di cilindrata maggiore con alesaggio di 82,55 mm per un totale di 1557 cm³.

## Mk I (1963-1967)
Durante lo sviluppo del motore, Walter Hayes della Ford ha chiesto a Chapman di produrre 1000 berline Ford con tale motore per l'omologazione nel Gruppo 2. Ford ha fornito le scocche della Cortina a 2 porte e si è occupata di tutta la commercializzazione e vendita delle vetture, mentre Lotus ha effettuato tutte le modifiche meccaniche ed estetiche. Le principali modifiche hanno comportato l'installazione del motore 1557 cm³ da 105 CV, insieme allo stesso cambio a rapporti accorciati dell'Elan. La sospensione posteriore è stata modificata e sono stati utilizzati pannelli in lega leggera per porte, cofano e bagagliaio. Tutte le auto erano dipinte di bianco con una striscia verde, sebbene la Ford ne abbia costruite alcune per le corse in rosso.
Le modifiche interne sono state limitate a una console centrale riprogettata per ospitare la nuova leva del cambio, diversi sedili e il cruscotto dotato di contagiri, tachimetro, pressione dell'olio, temperatura dell'acqua e indicatori di livello del carburante. È stato montato un nuovo volante.
I cambiamenti alle sospensione sono stati piuttosto importanti, con ruote maggiorate da 5,5J x 13. La parte posteriore era dotata di molle elicoidali con ammortizzatori verticali che sostituivano le balestre e due bracci longitudinali con una staffa ad A che si collegava all'alloggiamento del differenziale e alle staffe vicino ai perni dell'asse posteriore. Per reggere questo tipo di assetto molto sportivo, sono stati irrigidi e montati dei rinforzi dietro i sedili posteriori, dal passaruota posteriore fino al bagagliaio. La ruota di scorta era imbullonata sul lato sinistro del pavimento del bagagliaio. Anche la batteria è stata spostata nel bagagliaio, dietro il passaruota destro. Entrambi questi cambiamenti hanno apportato dei miglioramenti alla distribuzione complessiva dei pesi.

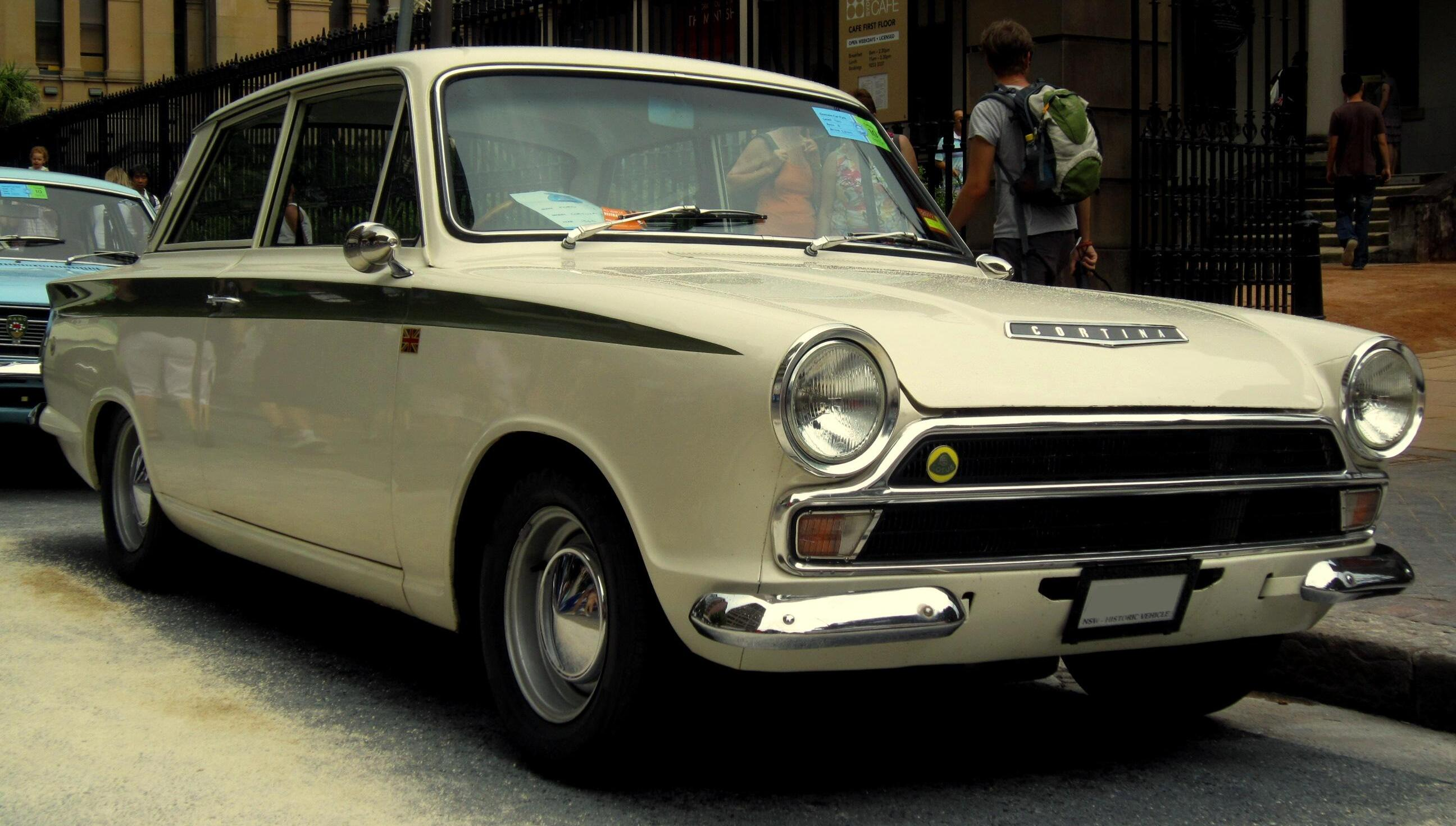
Cortina Lotus post 1964 con una diversa griglia

Inizialmente i motori furono costruiti dalla JA Prestwich Industries a Tottenham e poi dalla Villiers Engineering a Wolverhampton. Nel 1966 la Lotus si trasferì a Hethel a Norwich dove aveva le proprie strutture per la costruzione dei motori. Il resto del cambio era identico a quello della Lotus Elan. Ciò ha portato alcuni problemi perché sebbene i rapporti del cambio ravvicinati fossero perfetti per la pista, non lo erano nel traffico cittadino. I rapporti sono stati successivamente modificati. Sulla vettura nel corso della sua carriera sono stati apportati quattro aggiornamenti, per risolvere alcuni  problemi della vettura. Il primo cambiamento è stato l'albero di trasmissione e la scatola della trasmissione e dal 1964 sono stati utilizzati pannelli in acciaio al posto di quelli in lega leggera. 
Il secondo cambiamento avvenne alla fine del 1964, quando l'intera gamma Cortina subì un restyling che includeva una nuova griglia anteriore con prese d'aria più grandi. Il terzo e più importante cambiamento avvenne a metà del 1965, quando la sospensione posteriore della Lotus fu cambiata con quella a balestre della Cortina GT. L'ultimo aggiornamento arrivò nel 1965 quando i tamburi posteriori furono sostituiti e sono stati utilizzati nuovi rapporti del cambio. 
In seguito veniva prodotta anche con guida a sinistra; la produzione terminò verso la fine del 1966.

## Mk II (1967-1970)

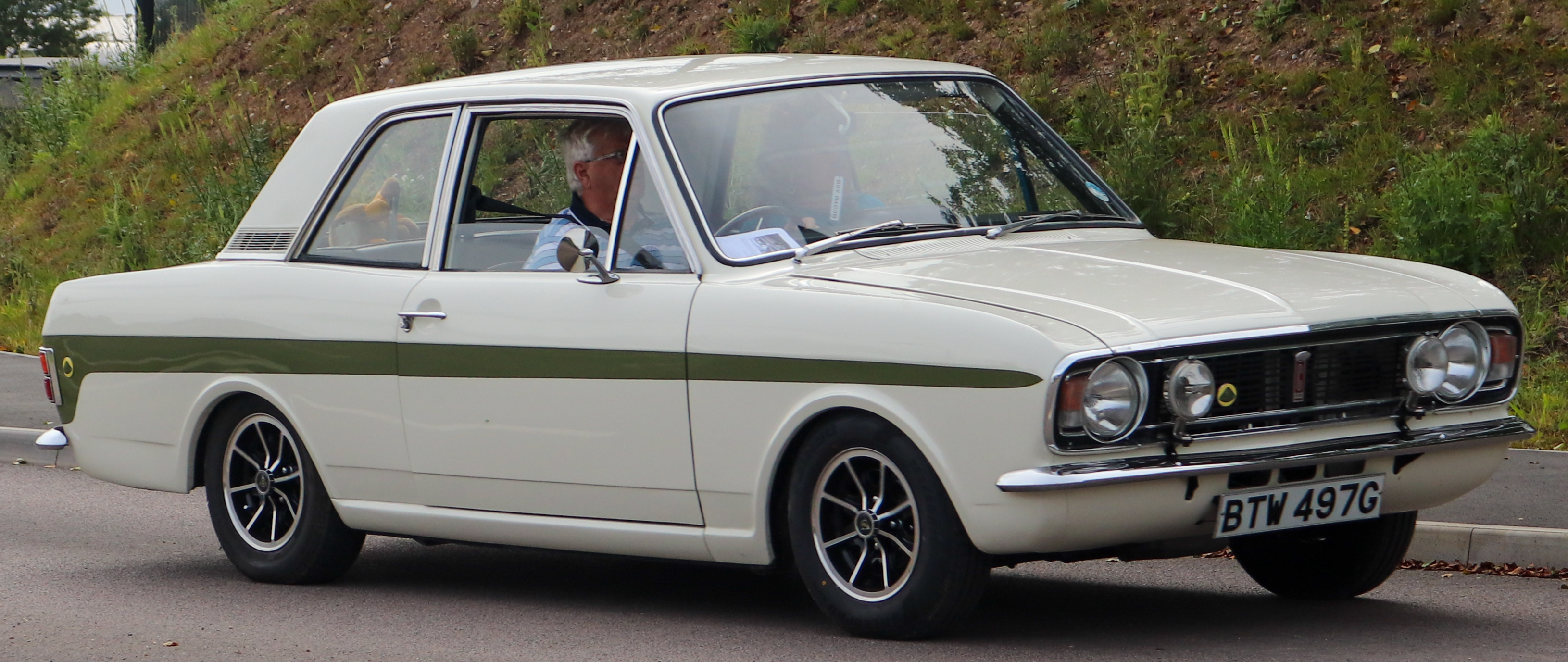
Cortina Lotus MkII del 1968

La Mk2 doveva essere molto più facile da costruire rispetto alla Mk1 in modo che potesse essere realizzata insieme alla Mk2 GT, solo con un motore e sospensioni diverse. La Mk2 ha debuttato per la prima volta nel 1967. Le uniche modifiche estetiche apportate rispetto alla versione normale erano una griglia anteriore nera, cerchi in acciaio da 5,5 J x 13 e stemmi Lotus al posteriori. A differenza della Mk1, la Mk2 è stata realizzata con la guida a sinistra dall'inizio della produzione. La Mk2 aveva un motore migliorato e più potente da 109 CV. I rapporti del cambio sono rimasti quelli della Cortina 2000E ma utilizzava il cambio della Mk2 GT. La Mk2 era più larga della Mk1 e con gli pneumatici radiali erano di serie. Il serbatoio del carburante era più grande. La ruota di scorta era montata in posizione classica nel vano ruota sotto il bagaglio, ma la batteria rimaneva nel bagagliaio per migliorare la distribuzione del peso.

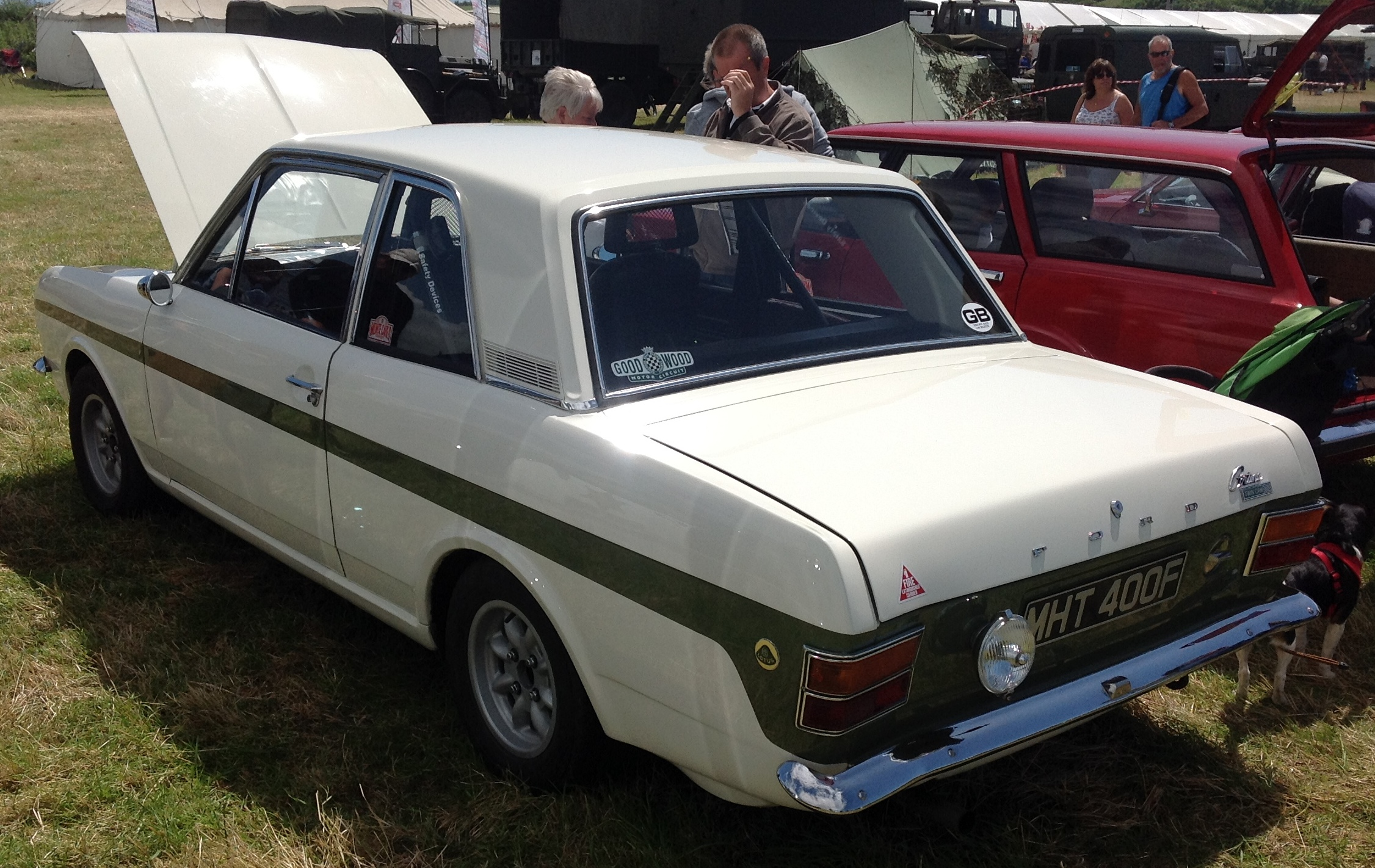
Retro Cortina Mk 2 del 1967

L'unica differenza rispetto al vano motore della MkI era il filtro dell'aria montato sulla parte superiore del motore. L'interno era quasi identico a quello di una Mk2 GT. La Mk2 ha ricevuto alcuni aggiornamenti durante la sa carriera. Solo pochi mesi dopo l'inizio della produzione, il badge Lotus sul pannello posteriore è stato sostituito da un nuovo badge con dicitura TWIN CAM, posto sotto la scritta Cortina sul cofano del bagagliaio. Nonostante le modifiche al badge, Ford ha continuato a commercializzare il modello come "Cortina Lotus". All'interno c'era un nuovi cruscotto e console centrale. Alla fine del 1968 insieme con l'intera gamma Mk2, anche la Cotina Lotus ricevette alcune modifiche estetiche. L'auto rimase in produzione fino al 1970.
La Cortina Lotus è stata commercializzata in Europa come Cortina Twin Cam nel 1969/70.

## Versioni da competizione

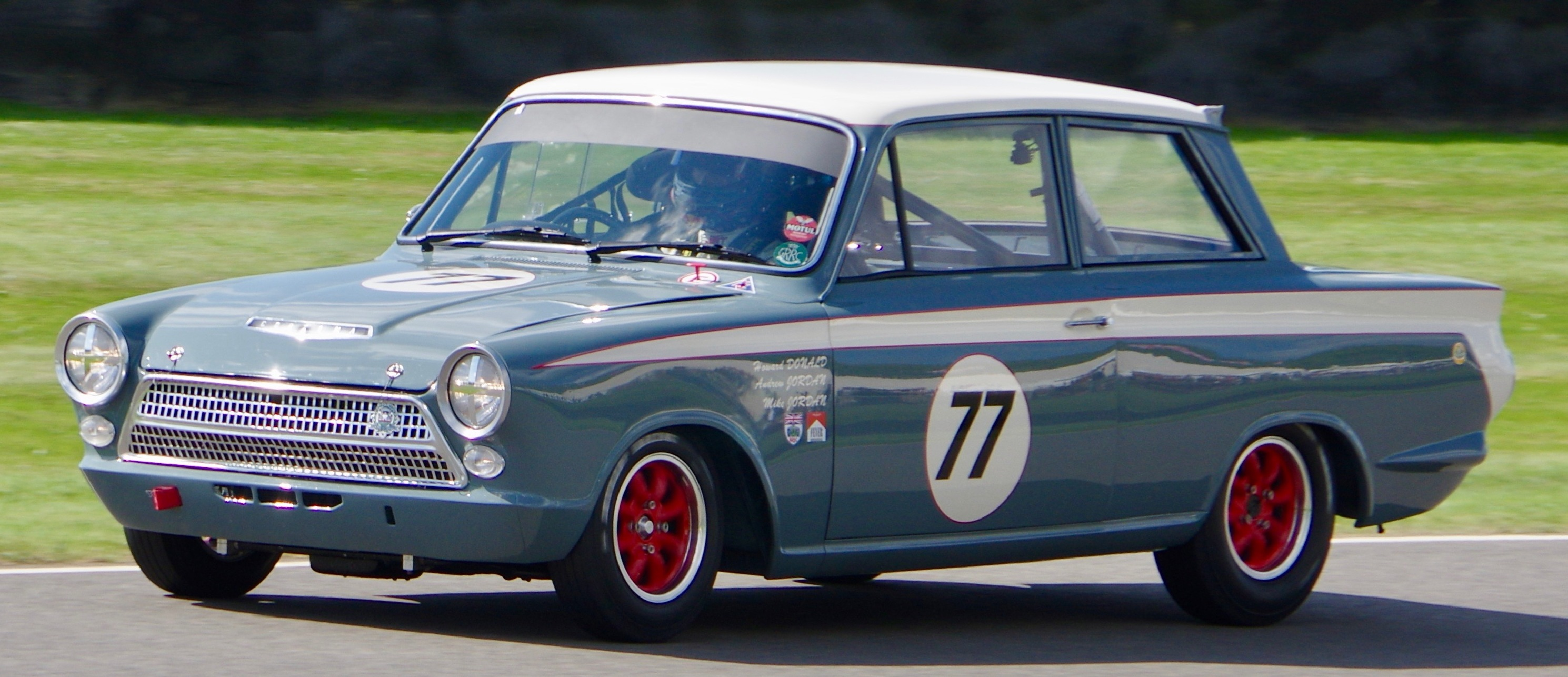
Lotus Cortina del 1963 in versione turismo/pista

## Palmarès

### Turismo
Campionati
- British Touring Car Championship 1964[6]
- Campionato Europeo Turismo 1965

Eventi
- Gran Premio delle Vetture Turismo 1965

### Rally
Campionati
- Campionato britannico rally 1967[7]
- Campionato europeo rally 1967
- Campionato belga corsa in salita 1964, 1965, 1966 con Jack Icks

Eventi
- Rally di Gran Bretagna 1966